# Chalcostephia
Chalcostephia é um género de libelinha da família Libellulidae.
Pode ser encontrado em África do Sul, Angola, Botswana, Burkina Faso, Camarões, Costa do Marfim, Guiné Equatorial, Etiópia, Gâmbia, Gana, Guiné-Bissau, Libéria, Madagáscar, Malawi, Moçambique, Namíbia, Nigéria, Quénia, República Democrática do Congo, Senegal, Serra Leoa, Tanzânia, Togo, Uganda, Zâmbia, Zimbabwe e possivelmente Burundi.
O seu habitat natural são as florestas subtropicais e tropicais secas, Florestas subtropicais e tropicais húmidos de baixa altitude, savana, matagal subtropical ou tropical seco, matagal subtropical ou tropical humido perto de rios, lagos de água doce, pântanos de água doce e nascentes.
Este género contém as seguintes espécies:
- Chalcostephia flavifrons